# Idaea phoenicoptera
Idaea phoenicoptera är en fjärilsart som beskrevs av George Francis Hampson 1896. Idaea phoenicoptera ingår i släktet Idaea och familjen mätare. Inga underarter finns listade i Catalogue of Life.